# Developpez.com
 (mars 2024).
Developpez.com est une communauté francophone dédiée au développement informatique.

## Historique
Le site a été créé en 1999. À l'origine, seules les technologies telles que le Delphi, C++, Java, SGDB et Corba étaient abordées. Progressivement, des ressources concernant d'autres langages ont été ajoutées. Un chat d'entraide est ajouté en 2003, les blogs pour les utilisateurs sont arrivés en 2004 et un magazine, téléchargeable gratuitement, fait son apparition en 2005.
À partir de 2001, le site accueille des offres d'emploi.